# Miguel Acosta Mateos
Miguel Acosta Mateos (Madrid, España, 16 de marzo de 1998) es un futbolista español que juega como lateral derecho. Actualmente juega en Atlético Ottawa de la Canadian Premier League.

## Trayectoria
Formado en las categorías inferiores del Club Atlético de Madrid. En la temporada 2016-17, disputaría 3 partidos de la UEFA Youth League. 
En julio de 2017, tras acabar su etapa juvenil, firma por el Getafe CF para jugar en el Getafe Club de Fútbol "B" de la Tercera División de España.
En la temporada 2018-19, lograría el ascenso a la Segunda División B de España y en la temporada siguiente, disputaría 17 partidos en el Grupo I de la división de bronce.
El 23 de agosto de 2020, firma por el Atlético Baleares de la Segunda División B de España, con el que disputa 13 partidos.
El 20 de mayo de 2021, se confirmó su fichaje por el Atlético Ottawa de la Canadian Premier League. El 6 de julio de 2022, Miguel sería nombrado jugador de la semana 13 de la competición canadiense.

## Clubes
| Club                      | País   | Año       |
| ------------------------- | ------ | --------- |
| Getafe Club de Fútbol "B" | España | 2017-2020 |
| Atlético Baleares         | España | 2020-2021 |
| Atlético Ottawa (cedido)  | Canadá | 2021-Act. |